# FCD Sporting Bellinzago
El Football Club Dilettantistico Sporting Bellinzago (en español: Club Deportivo de Fútbol Amateur de Bellinzago), conocido simplemente como Sporting Bellinzago, es un club de fútbol italiano de la ciudad de Bellinzago Novarese (Novara), en Piamonte.

## Historia
Fue fundado en el año 1985 en la ciudad de Bellinzago Novarese en Piamonte como Bellinzago Calcio y solo pasó una temporada en las ligas regionales para obtener el ascenso a la Serie D en la temporada 2013/14. En la temporada 2015/16 el club terminó en primer lugar del grupo A de la Serie D y por primera vez en su historia pasó a jugar a nivel profesional.
Sin embargo, no se inscribió en la Lega Pro para la temporada 2016/17.

## Palmarés
- Serie D: 1

2015/16 (Grupo A)